# Calyptranthes rupicola
Calyptranthes rupicola är en myrtenväxtart som beskrevs av Ignatz Urban. Calyptranthes rupicola ingår i släktet Calyptranthes och familjen myrtenväxter. Inga underarter finns listade i Catalogue of Life.